# Кубок Люксембургу з футболу 2025—2026
Кубок Люксембургу з футболу 2025—2026 — 101-й розіграш кубкового футбольного турніру в Люксембурзі. Титул захищає Дифферданж 03.

## Календар
| Раунд            | Дата           | Матчі | Клуби    |
| ---------------- | -------------- | ----- | -------- |
| Попередній раунд | 3 вересня 2025 | 4     | 100 → 96 |
| Перший раунд     | 6 вересня 2025 | 32    | 96 → 64  |
| 1/32 фіналу      |                | 32    | 64 → 32  |
| 1/16 фіналу      |                | 16    | 32 → 16  |
| 1/8 фіналу       |                | 8     | 16 → 8   |
| 1/4 фіналу       |                | 4     | 8 → 4    |
| 1/2 фіналу       |                | 2     | 4 → 2    |
| Фінал            |                | 1     | 2 → 1    |

## Регламент
Згідно з регламентом клуби Національного футбольного дивізіону Люксембургу стартували з 1/32 фіналу. На всіх стадіях команди грають по одному матчу.